# 4094 Aoshima
4094 Aoshima eller 1987 QC är en asteroid i huvudbältet som upptäcktes den 26 augusti 1987 av de båda japanska astronomerna Minoru Kizawa och Watari Kakei i Shizuoka. Den är uppkallad efter den japanske amatörastronomen Masaki Aoshima.
Asteroiden har en diameter på ungefär 13 kilometer.